# Philip M. Parker
Philip M. Parker (20 juni 1960) is een Amerikaans econoom, werkzaam als hoogleraar aan de INSEAD in Fontainebleau in Frankrijk. Parker heeft een gepatendeerde methode ontwikkeld om automatisch boeken te genereren uit een sjabloon en op internet gevonden rechtenvrije informatie. Deze boeken geeft hij in eigen beheer uit, met zijn uitgeverij ICON Group International, ze worden pas gedrukt als ze worden besteld. Van boeken die met dit programma worden samengesteld zijn er meer dan 85.000 te koop bij Amazon.com. In de boeken staat Parker vermeld als editor van de boeken, dus samensteller en niet zozeer schrijver.
- Bibliothèque nationale de France: cb134766464 (data)
- Catàleg d'autoritats de noms i títols de Catalunya: 981058519765106706
- Gemeinsame Normdatei: 113793928
- International Standard Name Identifier: 0000 0001 1448 0891
- Library of Congress Control Number: n88265944
- Nationale Bibliotheek van Tsjechië: xx0170140
- Nationale Bibliotheek van Israël: 987007449613105171
- Nederlandse Thesaurus van Auteursnamen: 134405145
- Système universitaire de documentation: 035181273
- Virtual International Authority File: 74540139
- WorldCat: E39PBJk4DMRbH8J4CfmMF8Rh73